# Hans Herken
Hans Herken (* 30. Juni 1912 in Düsseldorf; † 21. März 2003 in Berlin) war ein deutscher Pharmakologe, der von 1953 bis 1983 als Professor und Direktor des Instituts für Pharmakologie der Freien Universität Berlin fungierte. Er gilt als Mitbegründer der biochemischen Pharmakologie in Deutschland. In den 1970er Jahren war er an der Ausarbeitung von Richtlinien für die Prüfung neuer Arzneimittel sowie an der 1976 beschlossenen Neufassung des Arzneimittelgesetzes wesentlich beteiligt.

## Leben

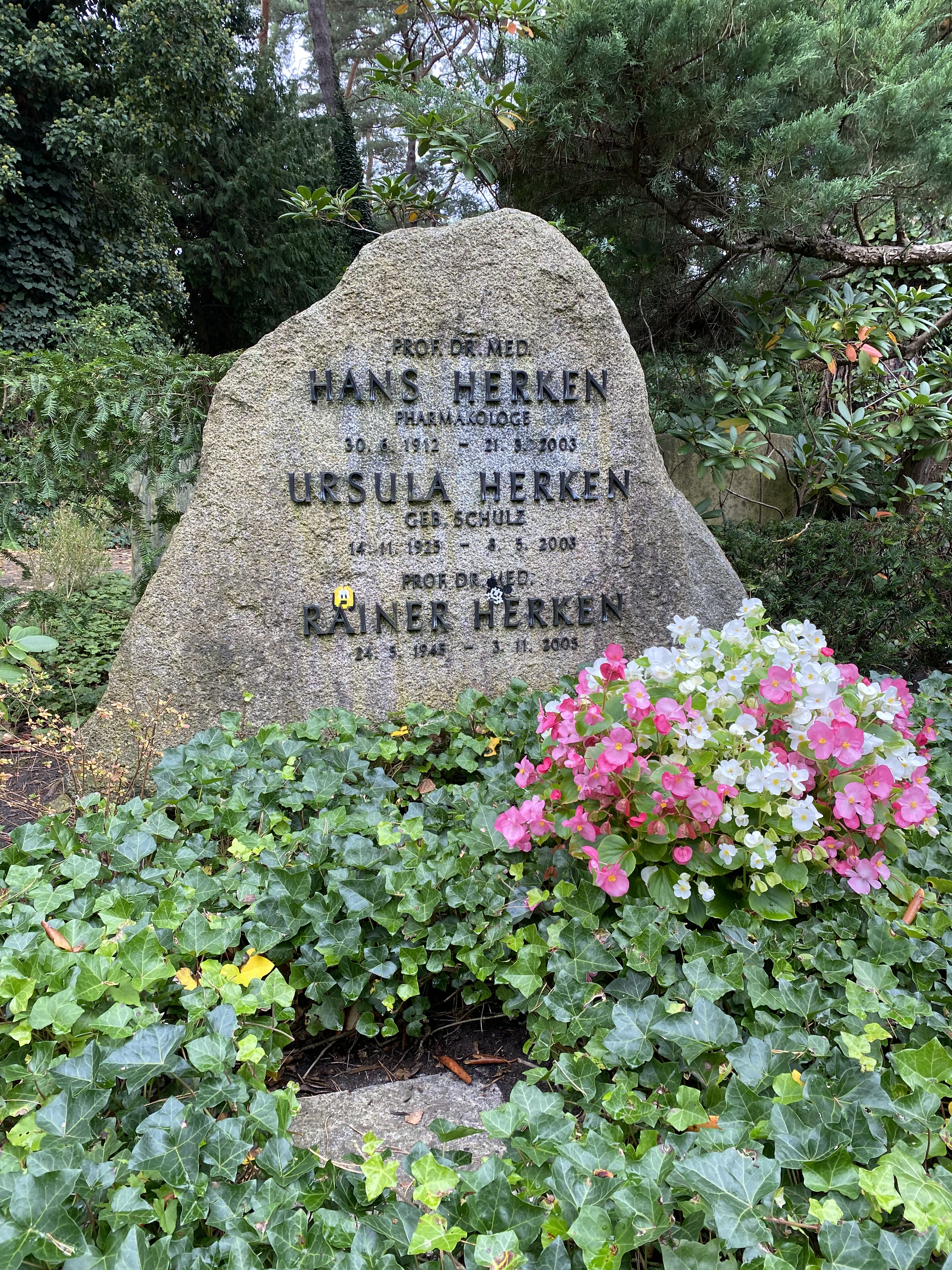
Familiengrabstätte im Feld 014-29

Hans Herken wurde 1912 in Düsseldorf geboren und begann ein Studium der Medizin an der Friedrich-Alexander-Universität Erlangen, wo er 1931 im Corps Baruthia recipiert wurde. Er setzte sein Studium an der Universität Graz, der Ruprecht-Karls-Universität Heidelberg und der Medizinischen Akademie Düsseldorf. Mit einer Doktorarbeit zur Pathologie der Tränendrüse wurde er 1936 in Düsseldorf zum Dr. med. promoviert. Sechs Jahre später erlangte er die Habilitation an der Friedrich-Wilhelm-Universität zu Berlin. In der Folgezeit lehrte er dort als Privatdozent. Nach dem Zweiten Weltkrieg wurde er 1953 an die fünf Jahre zuvor neugegründete Freie Universität Berlin berufen, an der er in Nachfolge von Wolfgang Heubner bis 1983 als Professor und Direktor des Instituts für Pharmakologie tätig war. 1962–1964 fungierte er als Vorsitzender der Deutschen Pharmakologischen Gesellschaft. Am Contergan-Prozess von 1968 bis 1970 war er als Hauptgutachter beteiligt. 1964 legte er das Bayreuther-Band nieder. Mit 90 Jahren gestorben, wurde er auf dem Waldfriedhof Dahlem beigesetzt. Eines seiner drei Kinder ist der Anatom Rainer Herken.

## Wirken
Hans Herken gilt als einer der Mitbegründer der biochemischen Pharmakologie in Deutschland. Seine  260 Publikationen befassen sich insbesondere mit der Behandlung von Ödemen, der pharmakologischen Beeinflussung der Gehirnfunktionen und der Enzyminduktion beim Arzneimittelabbau. Maßgeblich beteiligt war er an der Entwicklung von Diuretika. Er fungierte ab 1957 als Mitherausgeber der Fachzeitschrift Naunyn-Schmiedebergs Archiv und mehr als drei Jahrzehnte lang als Redakteur der Buchreihe „Handbuch der experimentellen Pharmakologie“.
Er wirkte wesentlich am Aufbau der Freien Universität Berlin und ihres Universitätsklinikums Benjamin Franklin mit und initiierte in den 1960er Jahren den ersten deutschen Lehrstuhl für Klinische Pharmakologie sowie die Gründung von Universitätsinstituten für Embryopharmakologie, für Klinische Pharmakologie und für Neuropsychopharmakologie. In den 1970er Jahren beteiligte er sich auch an der Ausarbeitung verbindlicher Richtlinien für die tierexperimentelle Testung und die klinische Prüfung neuer Arzneimittel sowie an der 1976 verabschiedeten Neufassung des Arzneimittelgesetzes.

## Ehrungen
Hans Herken wurde 1977 in die Deutsche Akademie der Naturforscher Leopoldina aufgenommen und im gleichen Jahr zum Ehrenmitglied der Deutschen Gesellschaft für Experimentelle und Klinische Pharmakologie und Toxikologie ernannt, die ihm darüber hinaus 1981 mit der Schmiedeberg-Plakette ihre höchste Auszeichnung verlieh. Ebenfalls 1981 erhielt er die Albrecht-von-Graefe-Medaille der Berliner Medizinischen Gesellschaft. Ab 1989 war er Ehrenmitglied der Deutschen Gesellschaft für Innere Medizin. Er erhielt das Große Bundesverdienstkreuz.

## Werke
- Tierexperimentelle Prüfung von Arzneimitteln. Frankfurt am Main 1981
- Die Berliner Pharmakologie in der Nachkriegszeit: Erinnerungen an ein Stück bewegter Universitätsgeschichte der Jahre 1945–1960. Berlin 1999.

## Herausgeber
- Handbuch der experimentellen Pharmakologie, Bd. 24: Diuretica. Berlin 1969.
- Handbook of Experimental Pharmacology, Bd. 102: Selective Neurotoxicity. Berlin New York 1992.